# Sam Fischer
Sam Fischer (Sydney, 5 luglio 1991) è un cantautore australiano.
Dopo aver scritto canzoni per artisti come Demi Lovato, Ciara, Clean Bandit, Jessie J e Jennifer Hudson, l'artista ha firmato un contratto con la RCA Records. Nella sua carriera ha pubblicato 3 EP e un album, ottenendo un notevole successo internazionale con il brano This City.

## Biografia
L'attività musicale di Fischer inizia a soli 3 anni, quando impara per la prima volta a suonare il violino; a 10 anni inizia a suonare anche il sassofono, mentre a 12 anni comincia a scrivere le sue prime canzoni. Dopo aver vissuto nell'interland di Sydney, nel 2010 l'artista si è spostato nella città per studiare musica a livello universitario.  Nel 2012 pubblica sua prima canzone, un duetto con Alex Preston nel brano Heartbeats, Nel 2014, dopo essersi laureato, si trasferisce a Los Angeles per perseguire il suo sogno di diventare un artista di successo. Inizia dunque a scrivere per altri artisti ed a pubblicare propria musica in maniera indipendente. Pubblica dunque i singoli Lean e Same Friends nel 2016 e l'EP Not A Hobby nel 2017.
Dopo aver pubblicato altri stand alone singles nel 2018, ed aver eseguito un mini concerto per Our Vynil TV da cui ha tratto l'EP Sam Fischer (Our Vinyl Sessions) nel medesimo anno, nel 2019 l'artista riesce ad ottenere successo con il brano This City, contenuto nel suo EP d'esordio. Il brano diventa infatti virale su TikTok, e questo permette all'artista di ottenere un contratto discografico con la RCA, la quale provvede immediatamente a pubblicare una riedizione dell'EP e del singolo. Nello stesso periodo l'artista apre i concerti di Lewis Capaldi. This City ottiene nel frattempo una nomination come canzone dell'anno agli ARIA Music Awards.
L'EP entra per la prima volta in classifica in Australia, arrivando fino alla 15ª posizione, mentre il singolo viene certificato platino in Australia e Nuova Zelanda e oro nel Regno Unito. Questo successo permette a Fischer di esibirsi per la prima volta in numerosi programmi televisivi statunitensi e britannici. Nel 2020 l'artista ha pubblicato il suo terzo EP Homework, che contiene alcuni inediti e anche This City. Il 27 ottobre 2020 pubblica il singolo For Now.
Il 4 febbraio 2021 pubblica il singolo What Other People Say, in collaborazione con la popstar Demi Lovato; il brano viene incluso nell'album di quest'ultima Dancing with the Devil... the Art of Starting Over. Nel 2021 collabora col DJ Sam Feldt nel singolo Pick Me Up. Dopo aver pubblicato vari altri singoli, tra cui una collaborazione con Meghan Trainor intitolata Alright, nel dicembre 2023 Fischer pubblica il suo album di debutto I Love You, Please Don't Hate Me, che include anche i singoli This City e What Other People Say.

### Come autore
Nella sua carriera, Sam Fischer ha scritto musica per svariati artisti. Fra gli artisti per cui ha scritto possiamo citare: Ciara, Demi Lovato, Louis Tomlison, Jessie J, Keith Urban, Elle King, Sabrina Claudio, Andy Grammer, Jennifer Hudson, Max Schneider, Saygrace e Christian French.

## Discografia

### Album in studio
- 2023 – I Love You, Please Don't Hate Me

### EP
- 2018 – Not a Hobby
- 2018 – Sam Fischer (Our Vinyl Sessions)
- 2020 – Homework

### Singoli
- 2016 – Lean
- 2017 – Same Friends
- 2017 – Getting Older
- 2018 – Smoke
- 2018 – This City
- 2018 – Restless
- 2019 – We Won't Back Down
- 2020 – The Usual
- 2020 – For Now
- 2021 – What Other People Say (con Demi Lovato)
- 2021 – Simple
- 2021 – Pick Me Up (con Sam Feldt)
- 2021 – Hopeless Romantic
- 2022 – All my Loving
- 2022 – Carry It Well
- 2023 – Alright (con Meghan Trainor)
- 2023 – Hard to Love

### Collaborazioni
- 2012 – Heatbeats (Alex Preston feat. Sam Fischer)
- 2017 – Secrets (Opia feat. Sam Fischer)
- 2019 – Everybody Wants You (Black Saint feat. Sam Fischer)
- 2021 – Silver and Gold (Yung Bae feat. Sam Fischer, Pink Sweats)